# Musée de la Bataille du 6 Août 1870

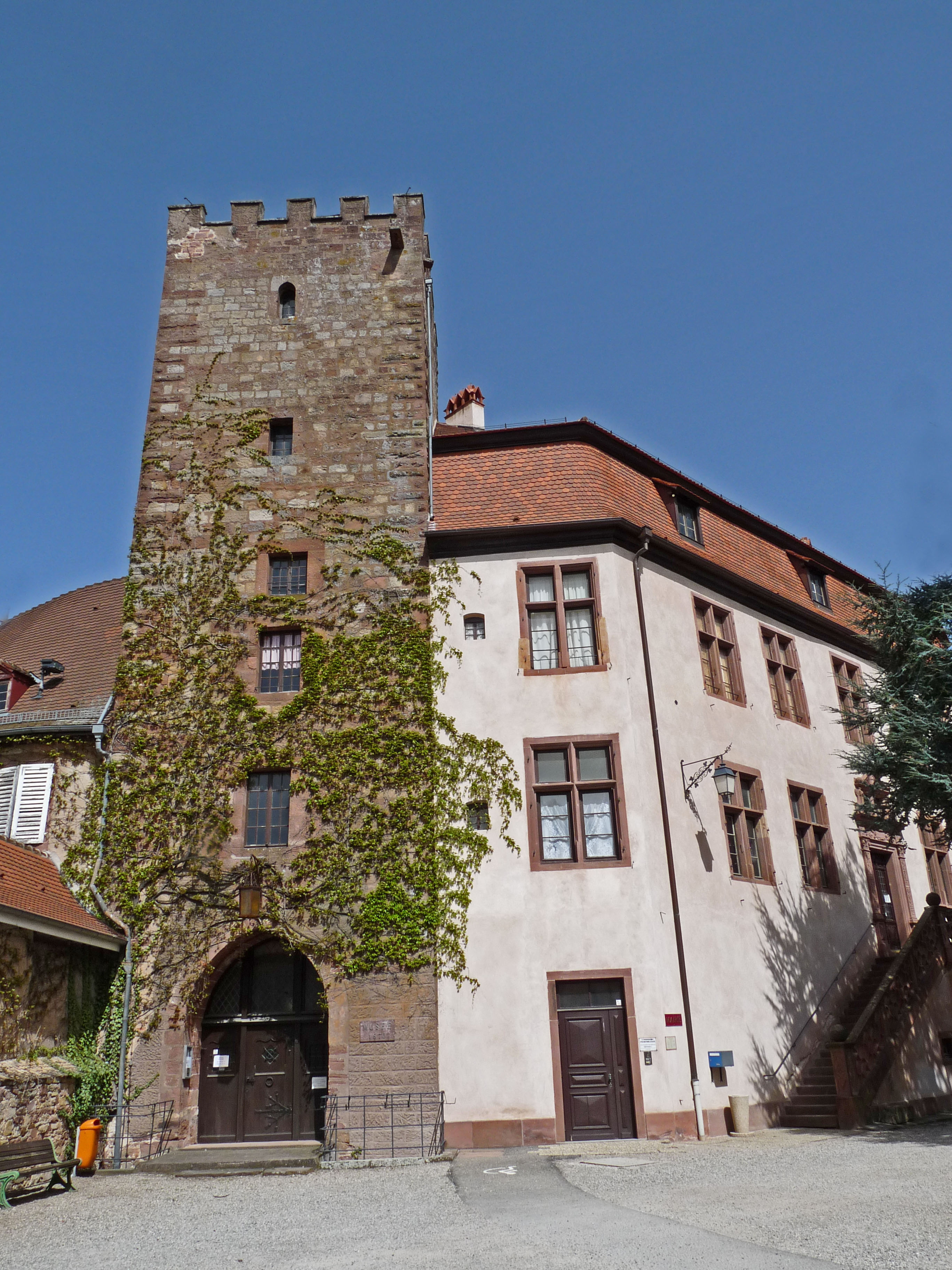
Das Schloss mit dem Museum

Das Musée de la Bataille du 6 Août 1870 ist ein Museum im elsässischen Wœrth zur Erinnerung an die dortige Schlacht des Deutsch-Französischen Krieges.

## Ausstellung

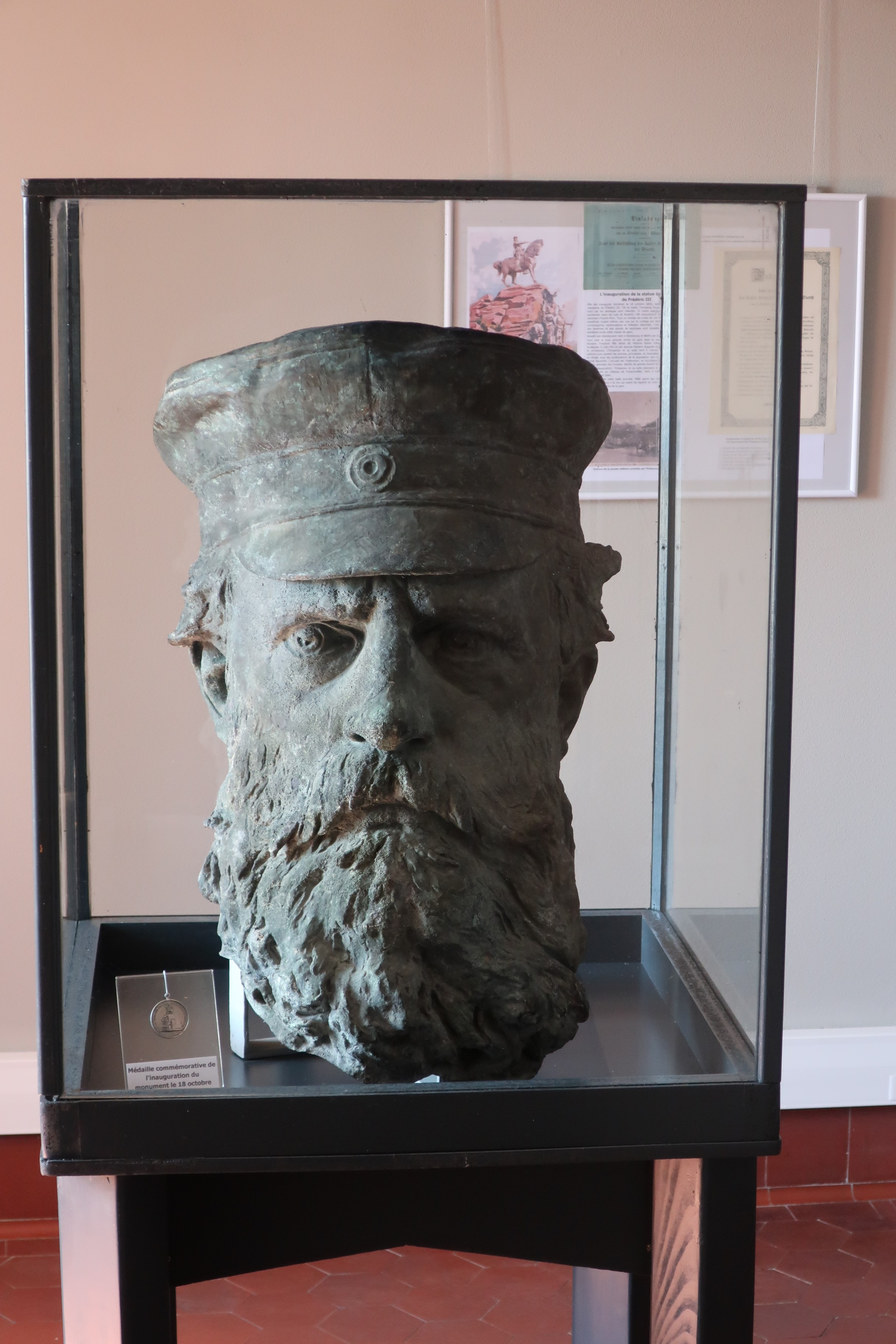
Kopf des Standbilds Friedrichs III. in Woerth

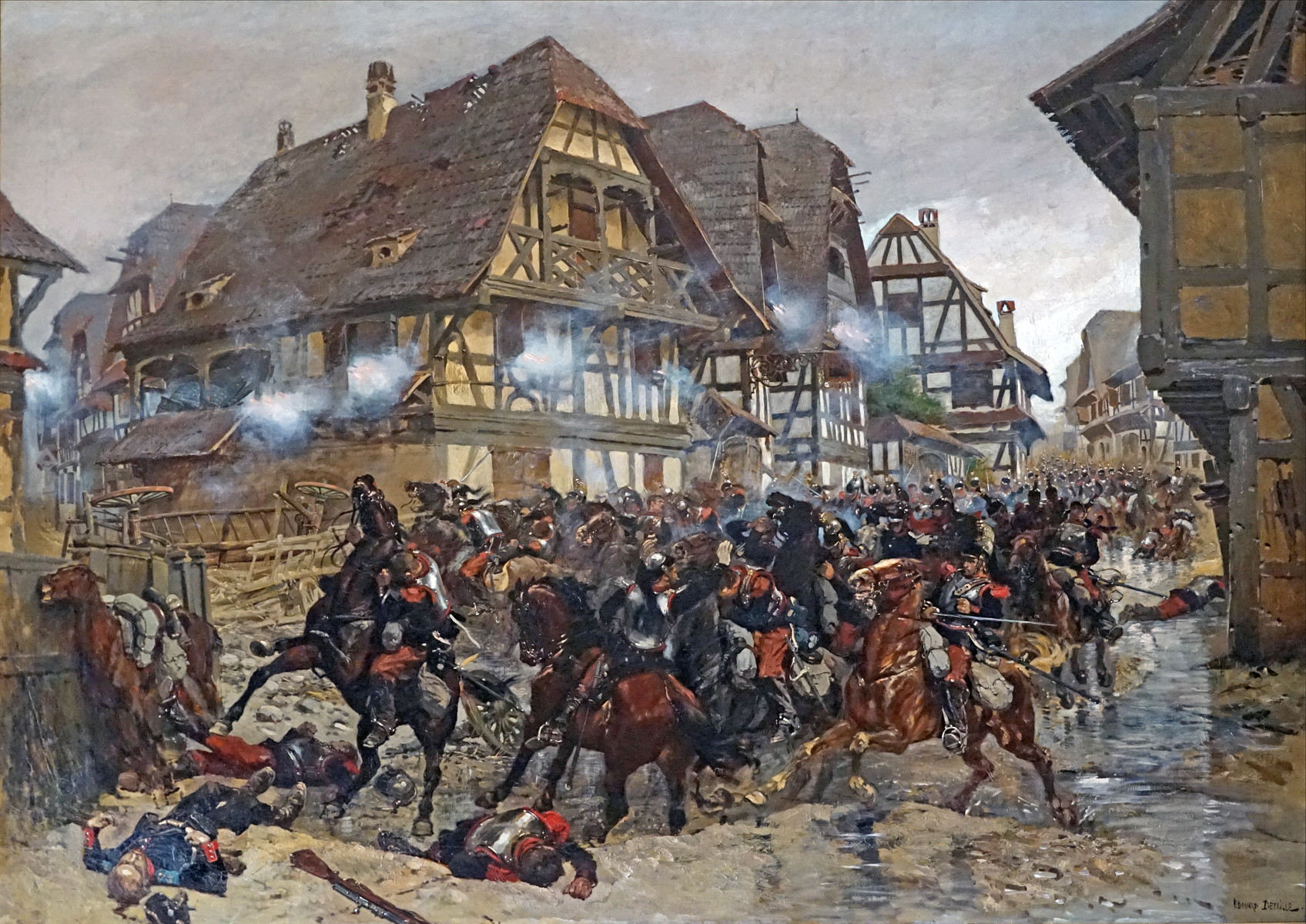
Gemälde La charge des cuirassiers von Édouard Detaille

Bei Wörth trafen im August 1870 die Heere von 43.000 französischen und 82.000 preußischen Soldaten sowie ihre Verbündeten aufeinander. Die für die Preußen unter Führung des Kronprinzen Friedrich Wilhelm siegreiche Auseinandersetzung (im Französischen auch unter der Bezeichnung Bataille de Reichshoffen bekannt) eröffnete den verbündeten Truppen den Weg zu den Vogesen. Funde beider Parteien vom Schlachtfeld bilden einen wesentlichen Teil der im Renaissance-Schloss von Woerth untergebrachten Ausstellung. Hierzu zählen Waffen, Helme und andere Uniformteile, Werkzeug und sonstige Gerätschaften des Soldatenlebens. Bilder, Dokumente und ein Diorama mit mehr als 4000 Zinnfiguren veranschaulichen Zustandekommen und Verlauf der Schlacht.
Ein weiterer Teil der Präsentation widmet sich der Rezeption der Ereignisse auf französischer und deutscher Seite. Schon bald nach der Eingliederung des Elsass in das Deutsche Reich entstanden auf dem Schlachtfeld Denkmäler für einzelne Militäreinheiten. Es entwickelte sich ein reger Gedenktourismus, der sich in Reiseführern, Ansichtskarten und anderen Memorabilia niederschlug. Sie und Gemälde der französischen Maler Édouard Detaille und Georges Louis Hyon sind ebenfalls Teil der Ausstellung.
Seit dem 7. April 2019 wird im Museum der erhaltene Statuenkopf des monumentalen Kaiser-Friedrich-Denkmals in Woerth ausgestellt. Es wurde 1895 als Erinnerung an den deutschen Kaiser Friedrich III. (1831–1888) und die Schlacht bei Wörth geschaffen. 1919 wurde das Denkmal zerstört, um neue Glocken für die Kirchen von Woerth zu gießen. 2017 wurde dieser Kopf im Musée de l’Armée in Paris wiedergefunden.